# Adams Mountains
Adams Mountains är ett berg i Antarktis. Det ligger i Östantarktis. Nya Zeeland gör anspråk på området. Toppen på Adams Mountains är 2 938 meter över havet, och 381 meter över den omgivande terrängen. Bergets bredd vid basen är 10,3 km.
Terrängen runt Adams Mountains är kuperad västerut, men bergig österut. Trakten är obefolkad utan några samhällen i området. 